# Jesse Joronen
Jesse Pekka Joronen (Rautjärvi, 21 marzo 1993) è un calciatore finlandese, portiere del Palermo FC e della nazionale finlandese.

## Caratteristiche tecniche
È un portiere dotato di buona reattività e abile nel parare i rigori.

## Carriera

### Club
Cresciuto nelle file del Fulham, nella stagione 2018-2019 viene ingaggiato dal FC Copenaghen, con il quale si aggiudica il campionato danese. Debutta inoltre in UEFA Europa League, dove arriva a disputare il girone eliminatorio dopo aver eliminato nel playoff l'Atalanta risultando un decisivo para-rigori.
L'11 luglio 2019 viene acquistato dal Brescia, firmando un contratto triennale, diventando il terzo acquisto più caro del club lombardo per un costo di 5 Milioni di euro. Il 18 agosto debutta con le Rondinelle nella sfida del terzo turno di Coppa Italia a Perugia, dove la sua squadra è sconfitta per 2-1 dopo i tempi supplementari. Sette giorni dopo fa anche il suo debutto in serie A, nella vittoriosa trasferta a Cagliari (1-0). Joronen si dimostra un ottimo portiere e si distingue per diverse parate '' salva-partita '', come contro la SPAL (1-0), dove para un rigore a Petagna e nel finale sviene per un minuto. Tuttavia, sarà una stagione da dimenticare per le Rondinelle che retrocederanno in Serie B. In cadetteria, l'estremo difensore Finlandese giocherà due annate con il Brescia, distinguendosi nuovamente per i rigori parati: 3 su 7 il primo anno e 3 su 6 la seconda annata.
Dopo la terza stagione a Brescia, Joronen afferma di voler cambiare aria e il 30 giugno 2022 viene acquistato dal Venezia. Con i Lagunari, gioca una stagione difficile tanto che il Venezia lotta per non retrocedere; il 27 Novembre l'estremo difensore para un rigore a Brunori nell'incontro vinto 1-0 contro il Palermo. A fine stagione la squadra riesce a compiere una grande rimonta in classifica che porta gli uomini di Vanoli ai Play off, dove il Venezia viene eliminato ai preliminari.Nel 2024 riconquista la serie A, dopo la vittoria nella finale play-off contro la Cremonese,e torna a giocare dopo cinque anni nella massima serie italiana. Tuttavia, dopo aver disputato le prime sette partite di campionato da titolare perde il posto, anche a causa di un infortunio e diverse prove insufficienti, con culmine nella partita contro il Milan persa 4-0, con il portiere che compie due brutti errori sui gol subiti. Lascia il club veneto al termine della stagione 2024-2025, alla scadenza naturale del proprio contratto.

### Nazionale
Dopo numerose presenze con le nazionali giovanili finlandesi nel 2013 ha esordito in nazionale maggiore, selezione con la quale ha anche partecipato agli Europei del 2020.

## Statistiche

### Presenze e reti nei club
Statistiche aggiornate al 2 febbraio 2025.
| Stagione        | Squadra            | Campionato      | Campionato | Campionato | Coppe nazionali | Coppe nazionali | Coppe nazionali | Coppe continentali | Coppe continentali | Coppe continentali | Altre coppe | Altre coppe | Altre coppe | Totale | Totale  |
| Stagione        | Squadra            | Comp            | Pres       | Reti       | Comp            | Pres            | Reti            | Comp               | Pres               | Reti               | Comp        | Pres        | Reti        | Pres   | Reti    |
| --------------- | ------------------ | --------------- | ---------- | ---------- | --------------- | --------------- | --------------- | ------------------ | ------------------ | ------------------ | ----------- | ----------- | ----------- | ------ | ------- |
| 2012-feb. 2013  | Maidenhead Utd     | CS              | 8          | -?         | -               | -               | -               | -                  | -                  | -                  | -           | -           | -           | 8      | -?      |
| 2013            | Lahti              | VL              | 18         | -25        | SC              | -               | -               | -                  | -                  | -                  | -           | -           | -           | 18     | -25     |
| ago. 2013-2014  | Fulham             | PL              | 0          | 0          | FACup+CdL       | 0               | 0               | -                  | -                  | -                  | -           | -           | -           | 0      | 0       |
| ago.-ott. 2014  | Fulham             | FLC             | 4          | -9         | FACup+CdL       | 0               | 0               | -                  | -                  | -                  | -           | -           | -           | 4      | -9      |
| ott.-nov. 2014  | Accrington Stanley | FL2             | 4          | -4         | FACup+CdL+FLT   | 0               | 0               | -                  | -                  | -                  | -           | -           | -           | 4      | -4      |
| nov. 2014-2015  | Fulham             | FLC             | 0          | 0          | FACup+CdL       | 0               | 0               | -                  | -                  | -                  | -           | -           | -           | 0      | 0       |
| 2015-gen. 2016  | Stevenage          | FL2             | 10         | -19; 1     | FACup+CdL+FLT   | 1+0+0           | 0               | -                  | -                  | -                  | -           | -           | -           | 11     | -19; 1  |
| gen.-giu. 2016  | Fulham             | FLC             | 0          | 0          | FACup+CdL       | -               | -               | -                  | -                  | -                  | -           | -           | -           | 0      | 0       |
| 2016-2017       | Fulham             | FLC             | 0          | 0          | FACup+CdL       | 0               | 0               | -                  | -                  | -                  | -           | -           | -           | 0      | 0       |
| Totale Fulham   | Totale Fulham      | Totale Fulham   | 4          | -9         |                 | 0               | 0               |                    | -                  | -                  |             | -           | -           | 4      | -9      |
| 2017-2018       | Horsens            | SL              | 25+3       | -34 + -5   | CD              | 0               | 0               | -                  | -                  | -                  | -           | -           | -           | 28     | -39     |
| 2018-2019       | Copenaghen         | SL              | 23+8       | -18 + -9   | CD              | 1               | -2              | UEL                | 6                  | -4                 | -           | -           | -           | 38     | -33     |
| 2019-2020       | Brescia            | A               | 29         | -59        | CI              | 1               | -2              | -                  | -                  | -                  | -           | -           | -           | 30     | -61     |
| 2020-2021       | Brescia            | B               | 37+1       | -52+ -1    | CI              | 0               | 0               | -                  | -                  | -                  | -           | -           | -           | 38     | -53     |
| 2021-2022       | Brescia            | B               | 37+3       | -32+ -6    | CI              | 1               | -1              | -                  | -                  | -                  | -           | -           | -           | 41     | -39     |
| Totale Brescia  | Totale Brescia     | Totale Brescia  | 103+4      | -143 + -7  |                 | 2               | -3              |                    | -                  | -                  |             | -           | -           | 109    | -153    |
| 2022-2023       | Venezia            | B               | 34+1       | -44+-2     | CI              | 1               | -3              | -                  | -                  | -                  | -           | -           | -           | 36     | -49     |
| 2023-2024       | Venezia            | B               | 29+4       | -36 + -1   | CI              | 1               | -2              | -                  | -                  | -                  | -           | -           | -           | 39     | -46     |
| 2024-2025       | Venezia            | A               | 8          | -15        | CI              | 1               | -3              | -                  | -                  | -                  | -           | -           | -           | 9      | -18     |
| Totale Venezia  | Totale Venezia     | Totale Venezia  | 76         | -95 + -3   |                 | 3               | -8              |                    | -                  | -                  |             | -           | -           | 79     | -106    |
| Totale carriera | Totale carriera    | Totale carriera | 293        | -379; 1    |                 | 7               | -13             |                    | 6                  | -4                 |             | -           | -           | 306    | -396; 1 |

### Cronologia presenze in nazionale
| Cronologia completa delle presenze e delle reti in nazionale ― Finlandia | Cronologia completa delle presenze e delle reti in nazionale ― Finlandia | Cronologia completa delle presenze e delle reti in nazionale ― Finlandia | Cronologia completa delle presenze e delle reti in nazionale ― Finlandia | Cronologia completa delle presenze e delle reti in nazionale ― Finlandia | Cronologia completa delle presenze e delle reti in nazionale ― Finlandia | Cronologia completa delle presenze e delle reti in nazionale ― Finlandia | Cronologia completa delle presenze e delle reti in nazionale ― Finlandia |
| Data                                                                     | Città                                                                    | In casa                                                                  | Risultato                                                                | Ospiti                                                                   | Competizione                                                             | Reti                                                                     | Note                                                                     |
| ------------------------------------------------------------------------ | ------------------------------------------------------------------------ | ------------------------------------------------------------------------ | ------------------------------------------------------------------------ | ------------------------------------------------------------------------ | ------------------------------------------------------------------------ | ------------------------------------------------------------------------ | ------------------------------------------------------------------------ |
| 23-1-2013                                                                | Chiang Mai                                                               | Thailandia                                                               | 1 – 3                                                                    | Finlandia                                                                | Amichevole                                                               | -1                                                                       |                                                                          |
| 29-3-2016                                                                | Oslo                                                                     | Norvegia                                                                 | 2 – 0                                                                    | Finlandia                                                                | Amichevole                                                               | -2                                                                       | 46’                                                                      |
| 9-11-2017                                                                | Helsinki                                                                 | Finlandia                                                                | 3 – 0                                                                    | Estonia                                                                  | Amichevole                                                               | -                                                                        |                                                                          |
| 11-1-2018                                                                | Abu Dhabi                                                                | Giordania                                                                | 1 – 2                                                                    | Finlandia                                                                | Amichevole                                                               | -1                                                                       |                                                                          |
| 26-3-2018                                                                | Belek                                                                    | Finlandia                                                                | 5 – 0                                                                    | Malta                                                                    | Amichevole                                                               | -                                                                        | 46’                                                                      |
| 18-11-2018                                                               | Budapest                                                                 | Ungheria                                                                 | 2 – 0                                                                    | Finlandia                                                                | UEFA Nations League 2018-2019 - 1º turno                                 | -2                                                                       |                                                                          |
| 8-1-2019                                                                 | Doha                                                                     | Finlandia                                                                | 1 – 0                                                                    | Svezia                                                                   | Amichevole                                                               | -                                                                        |                                                                          |
| 18-11-2019                                                               | Atene                                                                    | Grecia                                                                   | 2 – 1                                                                    | Finlandia                                                                | Qual. Euro 2020                                                          | -2                                                                       |                                                                          |
| 7-10-2020                                                                | Danzica                                                                  | Polonia                                                                  | 5 – 1                                                                    | Finlandia                                                                | Amichevole                                                               | -5                                                                       |                                                                          |
| 11-11-2020                                                               | Saint-Denis                                                              | Francia                                                                  | 0 – 2                                                                    | Finlandia                                                                | Amichevole                                                               | -                                                                        |                                                                          |
| 24-3-2021                                                                | Helsinki                                                                 | Finlandia                                                                | 2 – 2                                                                    | Bosnia ed Erzegovina                                                     | Qual. Mondiali 2022                                                      | -2                                                                       |                                                                          |
| 28-3-2021                                                                | Kiev                                                                     | Ucraina                                                                  | 1 – 1                                                                    | Finlandia                                                                | Qual. Mondiali 2022                                                      | -1                                                                       |                                                                          |
| 31-3-2021                                                                | San Gallo                                                                | Svizzera                                                                 | 3 – 2                                                                    | Finlandia                                                                | Amichevole                                                               | -1                                                                       | 46’                                                                      |
| 29-5-2021                                                                | Solna                                                                    | Svezia                                                                   | 2 – 0                                                                    | Finlandia                                                                | Amichevole                                                               | -2                                                                       |                                                                          |
| 26-3-2022                                                                | Murcia                                                                   | Finlandia                                                                | 1 – 1                                                                    | Islanda                                                                  | Amichevole                                                               | -1                                                                       |                                                                          |
| 11-6-2022                                                                | Bucarest                                                                 | Romania                                                                  | 1 – 0                                                                    | Finlandia                                                                | UEFA Nations League 2022-2023 - 1º turno                                 | -1                                                                       |                                                                          |
| 17-11-2022                                                               | Skopje                                                                   | Macedonia del Nord                                                       | 1 – 1                                                                    | Finlandia                                                                | Amichevole                                                               | -1                                                                       |                                                                          |
| 26-3-2024                                                                | Helsinki                                                                 | Finlandia                                                                | 2 – 1                                                                    | Estonia                                                                  | Amichevole                                                               | -1                                                                       |                                                                          |
| 7-6-2024                                                                 | Glasgow                                                                  | Scozia                                                                   | 2 – 2                                                                    | Finlandia                                                                | Amichevole                                                               | -                                                                        | 46’                                                                      |
| 17-11-2024                                                               | Helsinki                                                                 | Finlandia                                                                | 0 – 2                                                                    | Grecia                                                                   | UEFA Nations League 2024-2025 - 1º turno                                 | -2                                                                       |                                                                          |
| Totale                                                                   |                                                                          | Presenze                                                                 | 20                                                                       |                                                                          | Reti                                                                     | -25                                                                      |                                                                          |

## Palmarès

### Club

#### Competizioni nazionali
- Campionato danese: 1

Copenaghen: 2018-2019